# ورورکو
ورورکو (به اسپانیایی: Varvarco) یک سکونتگاه مسکونی در آرژانتین است که در ایالت نئوکن واقع شده‌است.